# Leonhart Fuchs

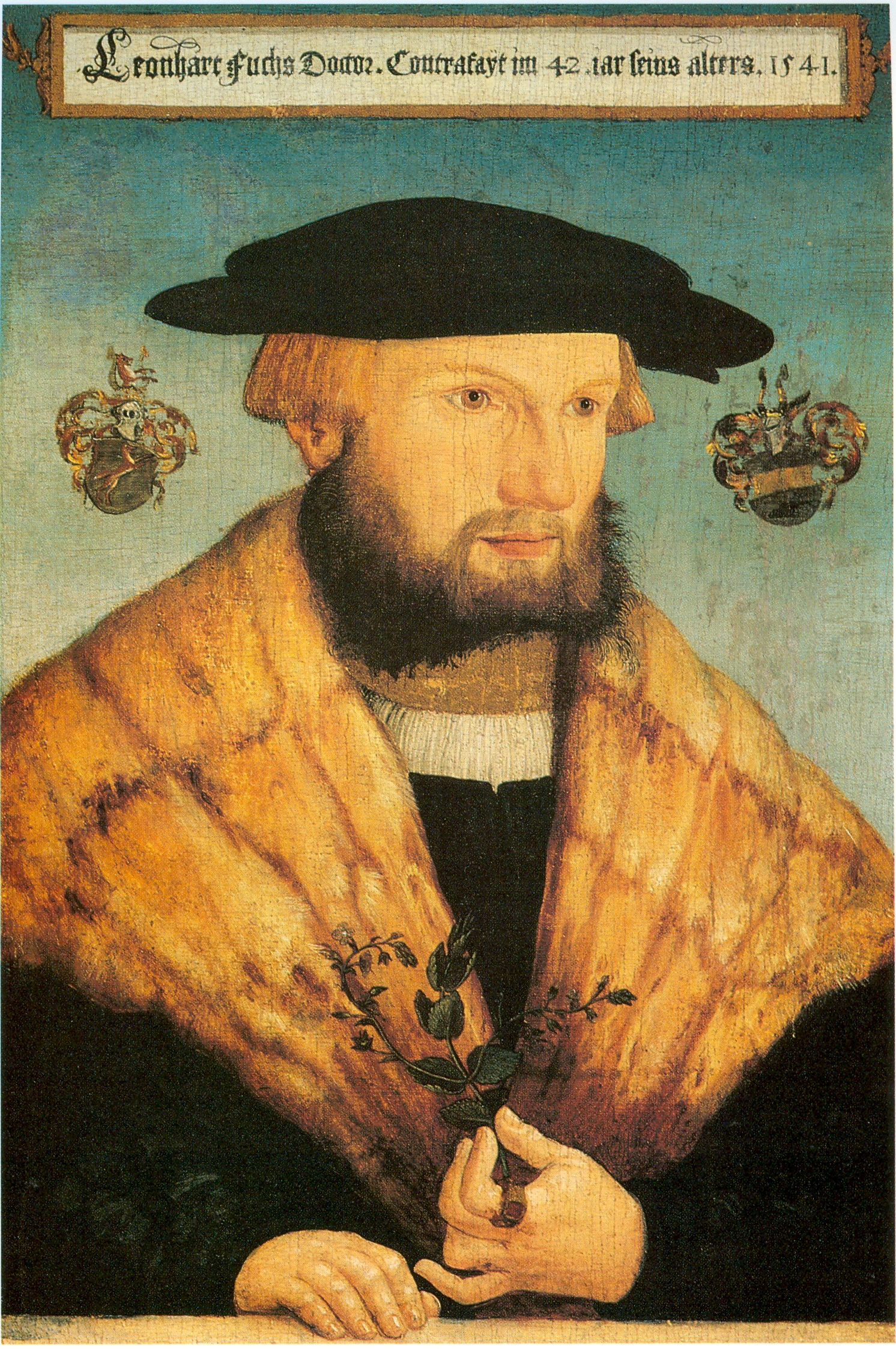
Leonhart Fuchs

Leonhart Fuchs, född 17 januari 1501 i Wemding i Bayern, död 10 maj 1566 i Tübingen, var en tysk botaniker.
Leonhart Fuchs inskrevs vid universitetet i Ingolstadt där han blev doktor i medicin 1524. I två år därefter praktiserade han som läkare i München, då han fick tjänst vid universitetet i Ingolstadt. Under några år var han medikus åt markgreve Georg den fromme av Brandenburg-Ansbach. Han kallades sedan till Tübingen för att omorganisera universitetet där i humanismens anda.
I vetenskapligt avseende var han tydligt påverkad av antikens grekiska botaniker, i synnerhet Dioskorides, Hippokrates, and Galenos. Han försökte motarbeta de arabiska influenserna i medicin, för att återgå till den klassiska. Men han erkände den arabiska didaktiken i form av fältstudier i botanik och praktik i medicin. Han anlade en av Tysklands äldsta botaniska trädgårdar.
Hans namn har även levt vidare i en blomma som uppkallades efter honom, fuchsian. Den upptäcktes i Santo Domingo i Karibien av Charles Plumier 1696 eller 1697.
De egna botaniska arbetena kännetecknas av att han försökte identifiera vilka plantor som de antika författarna skrivit om. Han gav ut Errata (1530) som omarbetades och utgavs igen med titeln De historia stirpium commentarii (1542). I denna beskrivs 400 vilda och 100 odlade växter och deras medicinska egenskaper i alfabetisk ordning. Boken bygger i mycket på Dioskorides. Utgåvan innehåller 512 bilder av växter, huvudsakligen lokala sådana. Heinrich Füllmauer och Albert Meyer samt träsnidaren Veit Rudolph Speckle stod för illustrationerna.
Leonhart Fuchs skrev mer än 50 texter. Den botaniska förkortningen L.Fuchs står för de växter han var först med att beskriva.
Auktorsnamnet L.Fuchs kan användas för Leonhart Fuchs i samband med ett vetenskapligt namn inom botaniken; se Wikipediaartiklar som länkar till auktorsnamnet.

## Eftermäle
Asteroiden 9638 Fuchs är uppkallad efter Leonhart Fuchs.